# Witold Hedinger
Witold Ryszard Hedinger (ur. 3 kwietnia 1876 w Poznaniu, zm. 10 lutego 1932 tamże) – polski inżynier, przemysłowiec, działacz społeczny i gospodarczy, konsul honorowy Szwecji, radny i przewodniczący Rady Miejskiej Poznania, senator II kadencji w II RP z ramienia Związku Ludowo-Narodowego.

## Życiorys

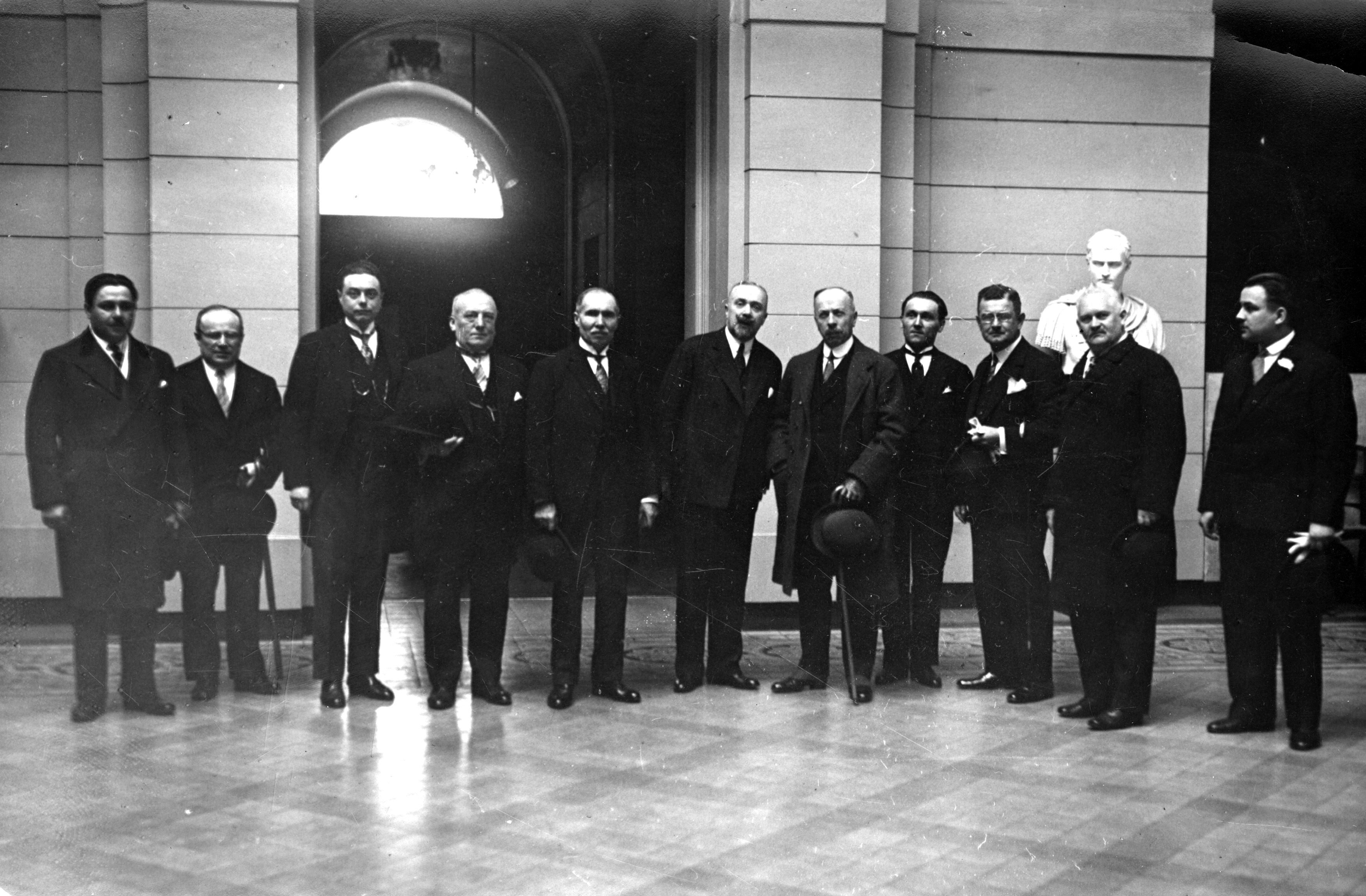
Delegacja radnych Paryża podczas zwiedzania Muzeum Wielkopolskiego w Poznaniu. Witold Hedinger trzeci od prawej (1930)

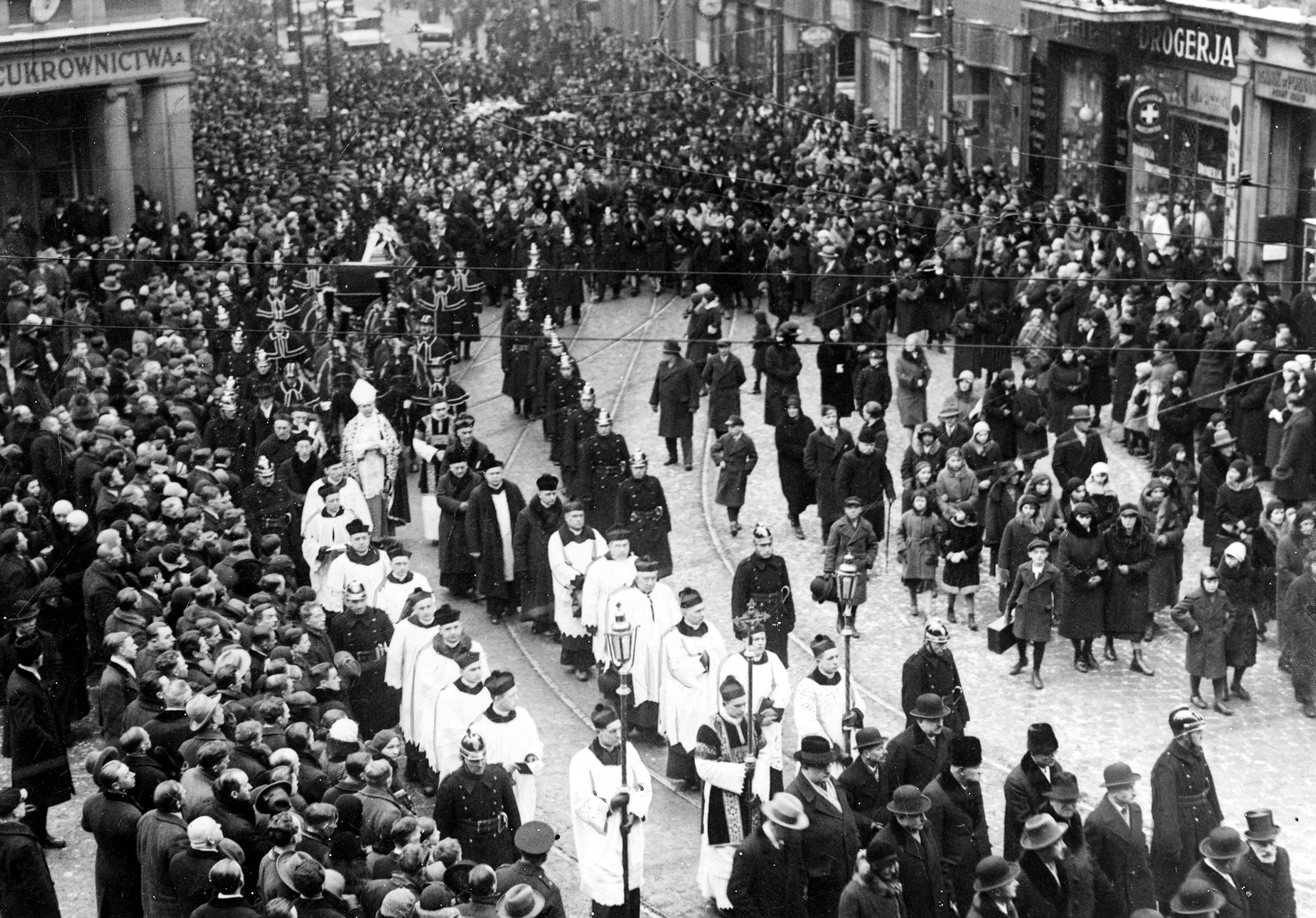
Pogrzeb Witolda Hedingera (1932)

W 1896 uzyskał świadectwo dojrzałości w Gimnazjum św. Marii Magdaleny w Poznaniu. Ukończył studia na Politechnice w Charlottenburgu z dyplomem inżyniera. 
W 1908 został członkiem zarządu Korporacji Kupców Chrześcijańskich W 1911 był członkiem zwyczajnym Towarzystwa Ludoznawczego. Podczas wyborów do Reichstagu w 1912 pełnił funkcję sekretarza Polskiego Komitetu Wyborczego na miasto Poznań. Był skarbnikiem i członkiem zarządu Towarzystwa Czytelni Ludowych. Należał, obok Ksawerego Zakrzewskiego i Stefana Michalskiego, do grona twórców Biblioteki i Czytelni im. Kraszewskiego.
22 października 1903 wykupił założone krótko po wojnie prusko-francuskiej przez Leona Kieslinga przedsiębiorstwo blacharskie. Półtora roku później w działalność firmy zaangażował się jego brat Stanisław. Hedingerowie zmagali się w tamtym czasie z prześladowaniami ze strony niemieckich władz zaborczych. 1 stycznia 1919 przedsiębiorstwo zmieniło nazwę na W.‎ ‎&‎ ‎St.‎ ‎Hedinger. W 1928 zakład zatrudniał ponad 200 pracowników fizycznych i 20 umysłowych. Obrót wynosił 3 miliony złotych rocznie.
U schyłku I wojny światowej brał udział w pracach tajnego Komitetu Obywatelskiego, w którym zajął się organizacją skarbu. 11 listopada 1918 dołączył do Wydziału Wykonawczego Rady Ludowej miasta Poznania. Dwa dni później wszedł do Rady Żołnierskiej i Robotniczej, jako przedstawiciel Rady Ludowej. W tym samym roku był delegatem na Polski Sejm Dzielnicowy.
W 1916 został radnym miejskim, a 7 maja 1924 przewodniczącym Rady Miasta Poznania w miejsce Władysława Mieczkowskiego. Oba stanowiska piastował do śmierci. W 1923 był jednym z członków założycieli Towarzystwa Miłośników Miasta Poznania. Był prezesem Rady Komunalnej Kasy Oszczędności Miasta Poznania oraz długoletnim prezesem Banku Ludowego w Poznaniu. Pełnił funkcję członka honorowego Zarządu Ogólnego Ubezpieczalni Krajowej w Poznaniu. Sprawował funkcję wiceprezesa Koła Towarzyskiego w Poznaniu. W 1929 należał do Komitetu Wyborczego Narodowego Obozu Gospodarczego. Jako przewodniczący Rady Miejskiej Poznania współorganizował z ramienia Rady Głównej Powszechną Wystawę Krajową w Poznaniu. Był członkiem komitetu wykonawczego I Krajowego Kongresu Eucharystycznego w 1930. Działał w Stronnictwie Narodowym. Przez wiele lat pełnił funkcję najpierw kierownika tymczasowego konsulatu, a następnie konsula honorowego Szwecji, którego zasięg obejmował województwo poznańskie i pomorskie.
Należał do wielu organizacji społecznych działających na terenie Poznania. Był członkiem Pomocy Naukowej, Poznańskiego Towarzystwa Przyjaciół Nauk, Towarzystwa Przyjaciół Sztuk Pięknych, Związku Artystów, Polskiego Towarzystwa Prehistorycznego, Towarzystwa Ekonomistów i Statystyków Polskich, Polskiego Towarzystwa Gimnastycznego „Sokół”, Poznańskiego Towarzystwa Wioślarzy Tryton, Związku Fabrykantów, Towarzystwa Przemysłowego, Towarzystwa Młodych Przemysłowców, Związku Ogrzewalników, Cechu Blacharzy i Korporacji Koncesjonowanych Instalatorów oraz Ligi Obrony Powietrznej i Przeciwgazowej. 
W wyborach w 1928 uzyskał mandat senatora z listy nr 24 (Blok Katolicko-Narodowy) w okręgu wyborczym obejmującym województwo poznańskie. W Senacie był członkiem klubu Związku Ludowo-Narodowego. W lutym 1930 złożył mandat z powodu nadmiaru obowiązków w roli przewodniczącego Rady Miejskiej Poznania. Jego miejsce w Senacie zajął Maksymilian Pluciński. 
Zmarł po długiej i ciężkiej chorobie 10 lutego 1932 w Poznaniu. 13 lutego został pochowany na cmentarzu nowomarcińskim przy ul. Bukowskiej. Przy jego trumnie w Ratuszu przemawiał Cyryl Ratajski (prezydent miasta), Bolesław Wybieralski (wiceprezes rady miasta) oraz Romuald Paczkowski (profesor Uniwersytetu Poznańskiego). Kondukt pogrzebowy prowadził biskup Walenty Dymek. Po likwidacji cmentarza przy ul. Bukowskiej, jego szczątki przeniesiono na cmentarz przy ul. Samotnej w Poznaniu.

## Rodzina
Był synem Henryka Hedingera, dyrektora Banku Kwilecki, Potocki i Spółka, oraz Walentyny z Mannów. Jego bratem był Władysław Hedinger, bankowiec i działacz niepodległościowy. 
19 czerwca 1907 ożenił się w kościele Matki Bożej Nieustającej Pomocy, św. Marii Magdaleny i św. Stanisława Biskupa w Poznaniu z Jadwigą Bernardą Leonardą Otmanowską, córką kupca Telesfora Otmanowskiego. Miał z nią trzech synów: Przemysława Henryka (kapitana pilota Polskich Sił Powietrznych w Wielkiej Brytanii), Henryka Witolda (powstańca warszawskiego) i Mieczysława Telesfora, oraz córkę Hannę Józefę po mężu Dąbrowską, która była synową prof. Stefana Tytusa Dąbrowskiego.